# Pável Yakushevski
Pável Andréyevich Yakushevski –en ruso, Павел Андреевич Якушевский– (Moscú, 24 de septiembre de 1987) es un deportista ruso que compite en ciclismo en la modalidad de pista, especialista en las pruebas de velocidad.
Ganó una medalla de bronce en el Campeonato Mundial de Ciclismo en Pista de 2019 y cuatro medallas en el Campeonato Europeo de Ciclismo en Pista entre los años 2013 y 2020.

## Medallero internacional
| Campeonato Mundial | Campeonato Mundial        | Campeonato Mundial | Campeonato Mundial    |
| Año                | Lugar                     | Medalla            | Competición           |
| ------------------ | ------------------------- | ------------------ | --------------------- |
| 2019               | Pruszków ( Polonia)       | Medalla de bronce  | Velocidad por equipos |
| Campeonato Europeo |                           |                    |                       |
| Año                | Lugar                     | Medalla            | Competición           |
| 2013               | Apeldoorn ( Países Bajos) | Medalla de bronce  | Velocidad por equipos |
| 2014               | Baie-Mahault ( Francia)   | Medalla de bronce  | Velocidad por equipos |
| 2016               | Saint-Quentin ( Francia)  | Medalla de oro     | Velocidad individual  |
| 2020               | Plovdiv ( Bulgaria)       | Medalla de oro     | Velocidad por equipos |